# Druga slovenska nogometna liga 2000-2001
La Druga slovenska nogometna liga 2000-2001 (in lingua italiana: Secondo campionato calcistico sloveno 2000-2001), abbreviata in 2. SNL 2000-2001, fu la decima edizione della seconda serie del campionato di calcio sloveno.

## Formula
Le 16 squadre partecipanti disputarono un girone all'italiana con gare di andata e ritorno (30 giornate totali) al termine delle quali:
- Le prime due classificate furono promosse in 1. SNL 2001-2002
- Le ultime quattro classificate furono retrocesse in 3. SNL 2001-2002

### Avvenimenti
Il Komenda, primo in 3. SNL Centro 1999-2000, non ritenendosi idoneo al campionato di seconda divisione, ha ceduto il titolo sportivo al NK Lubiana, che ha preso il nome "Viator&Vektor Ljubljana".

## Squadre partecipanti
| Squadra                 | Città             | Stadio                       | Stagione 1999-00 | Stagione 1999-00 |
| Squadra                 | Città             | Stadio                       | Pos.             | Divisione        |
| ----------------------- | ----------------- | ---------------------------- | ---------------- | ---------------- |
| Feroterm Lenterm        | Ruše              | Stadion NK Pohorje           | 11º              | 1. SNL           |
| Potrošnik Beltinci      | Beltinci          | Športni park                 | 12°              | 1. SNL           |
| Esotech Šmartno         | Šmartno ob Paki   | Stadion Šmartno              | 3°               | 2. SNL           |
| Aluminij                | Kidričevo         | Športni park Aluminij        | 4°               | 2. SNL           |
| Železničar Ligro        | Maribor           | Športni Park Tabor           | 5°               | 2. SNL           |
| Zagorje                 | Zagorje ob Savi   | Mestni stadion               | 6°               | 2. SNL           |
| Elan Granit Commerce    | Novo mesto        | Stadion Portoval             | 7°               | 2. SNL           |
| Livar                   | Ivančna Gorica    | Stadion Ivančna Gorica       | 8°               | 2. SNL           |
| Živila Triglav          | Kranj             | Športni Center Stanko Mlakar | 9°               | 2. SNL           |
| Jadran Hrpelje-Kozina   | Cosina            | Stadion Krvavi Potok         | 10°              | 2. SNL           |
| Nafta                   | Lendava           | Športni park Lendava         | 11°              | 2. SNL           |
| Šentjur                 | Šentjur           | Športni park Šentjur         | 12°              | 2. SNL           |
| Brda                    | Castel Dobra      | Stadio Vipolže               | 1°               | 3. SNL Ovest     |
| Viator&Vektor Ljubljana | Lubiana           | Stadion ŽŠD                  | Non attivo       | Non attivo       |
| Dravinja                | Slovenske Konjice | Stadion Dobrava              | 1°               | 3. SNL Nord      |
| Renkovci                | Renkovci          | Nogometno igrišče Renkovci   | 1°               | 3. SNL Est       |

## Classifica
|                  | Pos. | Squadra               | Pt | G  | V  | N | P  | GF | GS | DR  |
| ---------------- | ---- | --------------------- | -- | -- | -- | - | -- | -- | -- | --- |
|                  | 1.   | Triglav               | 70 | 29 | 22 | 4 | 3  | 68 | 19 | +49 |
|                  | 2.   | Šmartno ob Paki       | 62 | 29 | 19 | 5 | 5  | 60 | 31 | +29 |
|                  | 3.   | Aluminij              | 60 | 29 | 18 | 6 | 5  | 62 | 29 | +33 |
|                  | 4.   | Jadran Hrpelje-Kozina | 56 | 29 | 17 | 5 | 7  | 55 | 31 | +24 |
|                  | 5.   | Elan                  | 51 | 29 | 16 | 3 | 10 | 46 | 41 | +5  |
|                  | 6.   | Dravinja              | 41 | 29 | 12 | 5 | 12 | 28 | 36 | −8  |
|                  | 7.   | NK Lubiana            | 40 | 29 | 11 | 7 | 11 | 50 | 40 | +10 |
|                  | 8.   | Zagorje               | 37 | 29 | 10 | 7 | 12 | 36 | 33 | +3  |
|                  | 9.   | Nafta                 | 37 | 29 | 10 | 7 | 12 | 32 | 31 | +1  |
|                  | 10.  | Železničar Maribor    | 37 | 29 | 10 | 7 | 12 | 40 | 49 | −5  |
|                  | 11.  | Livar                 | 36 | 29 | 11 | 3 | 15 | 45 | 50 | −5  |
|                  | 12.  | Pohorje               | 31 | 29 | 8  | 7 | 14 | 28 | 54 | −26 |
|                  | 13.  | Beltinci              | 25 | 29 | 6  | 7 | 16 | 37 | 60 | −23 |
|                  | 14.  | Šentjur               | 21 | 15 | 6  | 3 | 6  | 23 | 27 | −4  |
|                  | 15.  | Brda                  | 17 | 29 | 5  | 2 | 22 | 39 | 74 | −35 |
|                  | 16.  | Renkovci              | 13 | 29 | 3  | 4 | 22 | 35 | 79 | −44 |
| Fonte: rsssf.org |      |                       |    |    |    |   |    |    |    |     |

Legenda:
      Promosso in 1. SNL 2001-2002.
  Partecipa agli spareggi.
      Retrocesso in 3. SNL 2001-2002.
      Escluso dal campionato.
Regolamento:
Tre punti a vittoria, uno a pareggio, zero a sconfitta.
In caso di arrivo di due o più squadre a pari punti, la graduatoria viene stilata secondo la classifica avulsa tra le squadre interessate (= scontri diretti).
Note:
Šentjur ritirato dopo il girone d'andata.
Il Brda si fuse con il Renče (primo in 3. SNL Ovest 2000-2001) per non retrocedere.